# Isla de Paranoá
La Isla de Paranoá (en portugués: Ilha do Paranoá) es la mayor de las tres islas ubicadas en el lago Paranoá en Brasilia, Distrito Federal de Brasil. Posee aproximadamente 1,54 hectáreas de superficie, estando situada cerca de la carretera ML 4 y al norte del lago Paranoá que fue declarado como la "Reserva Ecológica del Lago Paranoá". Las otras dos islas en el lago son Isla de Retiro (Ilha do Retiro) y la isla de los clubes (Ilha dos Clubes).